# Энтони Тюдор
Э́нтони Тю́дор (англ. Antony Tudor, настоящее имя Уильям Кук англ. William Cook; 4 апреля 1908, Лондон — 19 апреля 1987, Нью-Йорк) — английский артист балета, балетмейстер и педагог, большую часть жизни живший и работавший в США.

## Биография
Энтни Тюдор — ученик Мари Рамбер. В 1928 году он начал выступать в её «Балетном клубе», уже в следующем году стал ассистентом . В 1932 году, устав от ожидания лучшей позиции в труппе и в надежде найти более широкое поле для применения своих талантов, он перешёл в «Балет Вик-Уэллс» к Нинет де Валуа, где танцовщики получали постоянную зарплату, а не разовую оплату выступлений. Однако, его надежды не оправдались и в 1935 году он вернулся к Рамбер. Для её труппы он поставил одни из лучших своих работ — «Сиреневый сад» (1936) и «Тёмные элегии» (1937).
В 1938 году Тюдор основал собственную компанию. Среди танцовщиков его «Лондонского балета» были такие ученики и артисты Мари Рамбер, как Хью Лэйн, Андре Хоуард, Уолтер Гор, Пегги ван Праа, Агнес де Милль и Мод Ллойд. В 1939 году Тюдор вместе со своим другом, танцовщиком Хью Лэйном, участвовал в первом сезоне «Театра балета» — компании Лючии Чейз, которая позднее переросла в «Американский театр балета». В 1940 году, с началом Второй мировой войны, Тюдор вернулся в Нью-Йорк для того, чтобы присоединиться к «Театру балета» уже со своими артистами. Хореограф также сотрудничал с другой нью-йоркской труппой — для Городского балета он поставил три своих балета.
Энтони Тюдор закончил свою исполнительскую карьеру в 1950 году, ещё до этого он начал преподавать. Дважды, в 1949—1951 и в 1962—1963 годах, он возглавлял Королевский балет Швеции. После ухода со сцены он возглавил педагогический состав балетной школы Метрополитен-Опера, также периодически преподавал в Джульярдской школе (после того, как он покинул Джульярд, упор там был сделан на обучении современному танцу). В 1973 году начал преподавать классический танец в Калифорнийском университете в Ирвайне, однако эта работа была прервана из-за осложнений, связанных с сердцем. В следующем году Тюдор занял пост содиректора «Американского театра балета», для которого он поставил ещё два балета, включая «Увядающие листья» (1975).
Энтони Тюдор скончался 19 апреля, в пасхальное воскресенье 1987 года в своей нью-йоркской квартире при Первом американском институте дзэн.

### Личная жизнь
На протяжении долгих лет своей жизни Тюдор был связан отношениями с танцовщиком Хью Лэйном, для которого им были созданы главные мужские партии в таких балетах, как «Огненный столп», «Ромео и Джульетта», «Слабый отсвет», «Подводное течение». Жил попеременно в Нью-Йорке и в Лагуна-Бич (Калифорния).
Будучи приверженцем дзэн-буддизма, в 1957 году он присоединился к Первому американскому институту дзэн, начиная с 1964 года стал его президентом.

## Творчество
Энтони Тюдор — создатель жанра психологического балета. Он резко сблизил балетное искусство с современным театром, внес в него «прозаическую» жестикуляцию и, вместе с тем, взрывной драматизм. По словам балетного критика Анны Кисельгорф, у Тюдора актёрская игра больше не прилагалась к движению, она была само движение.
В момент, когда балеты Энтони Тюдора пользовались наибольшим успехом, Джордж Баланчин заявил критику Эдвину Денби, что «надо спасать балет». На возражение последнего, что балет бессмертен, Баланчин пояснил: «Я имею в виду не танец, а балет» — подразумевая классическую хореографию, наследующую академическим традициям.

## Постановки
- 1931 — «Пожалование креста»
- 1932 — «Лисистрата», «Адам и Ева»
- 1934 — «Планеты»
- 1935 — «Сошествие Гебы»
- 1936 — «Сиреневый сад[англ.]» на музыку Эрнеста Шоссона
- 1937 — «Тёмные элегии» на музыку Густава Малера
- 1938 — «Суд Париса» на музыку Курта Вайля; «Музыкальный вечер»; «Праздничное представление» на музыку Сергея Прокофьева; Time Table
- 8 апреля 1942 — «Огненный столп[англ.]» на музыку Арнольда Шёнберга «Просветлённая ночь»
- 6 апреля 1943 — «Ромео и Джульетта» на музыку Фредерика Делиуса в аранжировке Антала Дорати
- 1943 — «Слабый отсвет»
- 1945 — «День до весны», «Подводное течение»
- 1948 — «Тень ветра»
- 1951 — «Дама с камелиями»
- 1952 — «Слава»
- 1953 — «Маленькие импровизации» («Дождь идёт») на музыку Роберта Шумана («Детские сцены»)
- 1963 — «Гулкие трубы» на музыку Богуслава Мартину
- 1968 — «Игра теней» на музыку Шарля Кеклена
- 17 июля 1975 — «Увядающие листья» на музыку Антонина Дворжака
- 1978 — «Пахарь в поле»
- ? — Cereus[6]

Постановкой и возобновлением балетов хореографа занимается Фонд Энтони Тюдора, созданный после его смерти.

## Ученики
Среди учеников Тюдора — танцовщица и хореограф Пина Бауш.

## Признание и награды
- Медаль Брандейского университета
- премия фирмы Capezio[англ.]
- премия журнала Dance Magazine[англ.]
- 1986 — медаль Генделя[англ.], Почётная награда Кеннеди-центра
- 10 декабря 1986 года хореографа чествовали в Белом доме.
- В 1988 году имя Тюдора было включено в Зал славы Вандербильт-Уитни Национального музея танца[англ.]

### Видеоматериалы
- «Сиреневый сад», Лоис Смит и Дэвид Адамс, Канадский национальный балет // фестиваль Jacob’s Pillow, 1953.
- «Праздничное представление», Люсетт Олду и Джон О’Брайен, Балет Рамбер // фестиваль Jacob’s Pillow, 1959.
- «Маленькие импровизации», Мадлен Онне и Йохан Ренвалл // фестиваль Jacob’s Pillow, 1983.